# Monkombu Swaminathan
Monkombu Swaminathan (Kumbakonam, 7 augustus 1925 – Chennai, 28 september 2023) was een Indiaas landbouwkundige en geneticus.

## Levensloop

### Studie en onderzoek
Swaminathan studeerde van 1940 tot 1944 aan het Maharajas College in Trivandrum en behaalde hier een bachelorgraad in zoölogie. Tijdens de Tweede Wereldoorlog was voedsel schaars, wat hem ertoe deed besluiten zijn loopbaan te vervolgen in de landbouw. Hij schreef zich daarom in op de landbouwuniversiteit van Tamil Nadu. Hij slaagde hier in 1947 als valedictorian met een tweede bachelorgraad in landbouwkunde. In 1947, het jaar van de Indiase onafhankelijkheid, begon hij aan een studie in genetica en plantenveredeling aan het Indian Agricultural Research Institute (IARI) in New Delhi. Hier slaagde hij in 1949 met een diploma in cytogenetica.
Van de UNESCO ontving hij een beurs voor verder onderzoek naar aardappelrassen aan het Instituut voor Genetica van de Landbouwhogeschool Wageningen in Nederland. Hier slaagde hij erin procedures te standaardiseren voor de overdracht van genen van geslachten uit de plantenfamilie Nachtschade (Solanum) naar de familie van de aardappel (Solanum tuberosum).
In 1950 vervolgde hij zijn studie aan het Plant Breeding Institute van de landbouwschool van de universiteit van Cambridge. In 1952 behaalde hij zijn doctoraat met zijn proefschrift Species Differentiation, and the Nature of Polyploidy in certain species of the genus 'Solanum' - section Tuberarium. In zijn werk presenteerde hij een nieuw concept van de rassenrelaties binnen de tuber-genaamde families van de Solanum.
Hierna ging hij in op een postdoctoraal onderzoeksopdracht aan de afdeling voor genetica van de universiteit van Wisconsin. Hier hielp hij aan de opbouw van een onderzoekscentrum voor aardappels voor het United States Department of Agriculture. In 1954 besloot hij niettemin - ondanks zijn grote tevredenheid met zijn werkzaamheden daar - terug te keren naar India.

### Loopbaan in India
Tussen 1955 en 1972 werkte hij aan onderzoek voor het IARI naar Mexicaanse dwergsoorten van tarwe en van 1972 tot 1979 was hij algemeen directeur van de Indiase Raad voor Landbouwkundig Onderzoek. Tussendoor, van 1979 tot 1980, was hij kortstondig minister voor landbouw.
In 1982 werd hij daarbij benoemd tot algemeen directeur van het International Rice Research Institute. Aansluitend werd hij in 1988 voorzitter van de International Union for the Conservation of Nature and Natural Resources.
In 1988 werd hij onderscheiden met de Wereldvoedselprijs die hem een prijzengeld van 200.000 Amerikaanse dollar opleverde. Met dit geld zette hij de M. S. Swaminathan Research Foundation (MSSRF) op, een ngo die strategieën financiert voor een duurzame landbouwkundige ontwikkeling, verbetering van economische positie van boeren en een verhoogde werkgelegenheid voor vrouwen in de landelijke gebieden van India.
Swaminathan overleed op 98-jarige leeftijd.

## Erkenning
Swaminathan wordt wel de vader van de groene revolutie in India genoemd. Hij werd meermaals onderscheiden, waaronder met de volgende prijzen:
- 1971: Ramon Magsaysay Award
- 1973: Padma Vibhushan
- 1988: Wereldvoedselprijs
- 2000: Four Freedoms Award in de categorie vrijwaring van gebrek